# Her Story (jeu vidéo)
Pour les articles homonymes, voir Her Story.
Her Story est un jeu vidéo de type film interactif (FMV) développé et édité par Sam Barlow, et interprété par Viva Seifert (en). Le jeu est sorti le 24 juin 2015 sur Microsoft Windows, OS X et iOS. Le joueur doit utiliser une base de données de clips vidéo d'une enquête policière pour résoudre l'affaire du meurtre d'un homme.

## Système de jeu
Her Story est un jeu vidéo de type film interactif, au cœur duquel se trouvent sept dépositions de police fictives de 1994, étalées sur plusieurs jours. En début de partie, le joueur fait face à la reproduction d'un ordinateur des années 1990, qui contient plusieurs fichiers et logiciels. Un fichier textuel contient des instructions qui expliquent le système de jeu. Un des logiciels, la base de données « L.O.G.I.C. », s'ouvre automatiquement sur le bureau et offre la possibilité de faire des recherches parmi 271 extraits des dépositions. Ces dernières ne peuvent pas être visionnées dans leur intégralité, ce qui oblige le joueur à regarder les extraits, courts et désorganisés. Les dépositions montrent une femme anglaise, Hannah Smith, qui répond à des questions posées par la police dans une salle d’interrogatoire. Le joueur ne voit et n'entend que les réponses d'Hannah ; les questions du ou des enquêteurs ne sont jamais entendues, ce qui laisse au joueur le soin de comprendre par lui-même le contexte des propos d'Hannah. Les réponses de cette dernière ont été transcrites et apparaissent sous forme de sous-titres en bas de chaque extrait. Pour accéder aux différents extraits, le joueur peut entrer n'importe quel mot-clé ou phrase dans la barre de recherche de la base de données. Le moteur de recherche, basé sur les transcriptions des dépositions, renvoie un certain nombre d'extraits, classés par ordre chronologique et contenant le ou les mots-clés introduits, mais limite l'accès aux cinq premiers résultats. Au début, le mot-clé « murder » (meurtre) est déjà écrit dans la barre de recherche. Si le joueur valide cette recherche (il peut très bien décider de ne pas le faire), le logiciel renvoie les quatre extraits dans lesquels Hannah a prononcé le mot « murder ». Au fil de ses recherches par mots-clés, le joueur doit comprendre lui-même le but du jeu, qui est de résoudre l'affaire en assemblant les différentes pièces du puzzle. Un des fichiers du bureau permet d'inspecter la base de données afin de voir le nombre d'extraits qui ont déjà été visionnés et leur emplacement chronologique dans la base de données. Le bureau de l'ordinateur permet également d'accéder au mini-jeu Mirror Game, basé sur le jeu de société Othello.

## Trame
Les dépositions mettent en scène une femme qui se présente en tant qu'Hannah Smith (Viva Seifert (en)), dont le mari Simon a disparu avant d'être retrouvé assassiné. Hannah admet qu'ils se sont disputés, mais elle possède un alibi : elle était à Glasgow au moment de la disparition de Simon. Il apparaît progressivement qu'« Hannah » est en réalité deux femmes : Hannah et Eve, des jumelles monozygotes séparées à la naissance par la sage-femme Florence. Cette dernière, dont le mari est mort pendant la guerre, voulait désespérément des enfants mais ne croyait pas au remariage, et a donc simulé la mort d'une des jumelles pour la garder. Florence s'est arrangée pour qu'Eve reste à domicile autant que possible, de sorte que chaque jumelle ignorait l'existence de l'autre pendant plusieurs années. Après la mort de Florence, Eve a emménagé en secret chez Hannah, et les deux ont décidé de se comporter comme si elles n'étaient qu'une seule et même personne, partageant un journal intime et un ensemble de règles définissant leurs actions en tant qu'« Hannah ». Les parents d'Hannah ne se sont doutés de rien, supposant qu'Eve était son amie imaginaire. Hannah a finalement commencé à fréquenter Simon, qu'elle avait rencontré à la vitrerie où ils travaillaient tous les deux. Malgré leurs règles de partage, Hannah a fait l'amour avec Simon et est tombée enceinte. Elle est progressivement devenue possessive et a interdit à Eve d'interagir avec lui. En raison de la grossesse, Hannah et Simon se sont mariés et ont emménagé ensemble tandis qu'Eve a déménagé dans son propre studio et portait une perruque. Hannah a fait une fausse couche à huit mois de grossesse et a cru qu'elle était infertile par la suite. Quelque temps plus tard, Simon a rencontré Eve dans un bar où elle chantait. Fasciné par leur ressemblance, ils ont entamé une liaison. Eve est tombée enceinte mais n'a jamais révélé à Simon qu'il était le père et a caché cela à Hannah. Le jour de leur anniversaire, après que Simon a offert à Hannah un miroir fait main, celle-ci lui a révélé l'existence d'Eve et de sa grossesse. À sa réaction, Hannah a compris que Simon était le père de l'enfant d'Eve. Après avoir chassé Simon de la maison, elle s'est disputée avec Eve à propos de cette liaison, ce qui a conduit cette dernière à partir pour Glasgow. Quand Simon est revenu, Hannah a fait semblant d'être Eve en portant sa perruque. Simon, pensant qu'elle était Eve, lui a offert un miroir similaire et a déclaré vouloir être avec Eve plutôt qu'Hannah. Furieuse, Hannah a révélé sa véritable identité. Elle affirme plus tard que, lors de leur altercation, elle a brisé le miroir et a accidentellement tranché la gorge de Simon avec un éclat en essayant de se défendre. Lorsque Eve est revenue, elle a trouvé Hannah à côté du corps sans vie de Simon. Les deux sont convenus que le bébé d'Eve devait être la priorité, elles ont donc caché le corps de Simon et ont utilisé le voyage à Glasgow d'Eve comme alibi pour sa disparition. À la fin de la dernière déposition, Eve dit que « Hannah est partie… et ne reviendra jamais » mais demande ironiquement « peut-on arrêter quelqu'un qui n'existe pas ? ». Elle demande ensuite à parler à un avocat et affirme que ses déclarations ne sont que des « histoires ». Il n'est pas clairement établi si l'histoire d'Eve à propos des jumelles est véritable ou s'il s'agit d'une invention délibérée pour brouiller les pistes de la police, voire d'un cas de trouble dissociatif de l'identité, des éléments accréditant chacune des théories.
Une fois que le joueur a découvert suffisamment d'éléments de l'histoire, une fenêtre de discussion apparaît, lui demandant s'il a fini. Après avoir répondu affirmativement, il est révélé que le joueur est Sarah, la fille d'Eve. L'interlocuteur demande à Sarah si elle comprend les actions de sa mère et propose de la rencontrer à l'extérieur.

## Accueil

### Distinctions

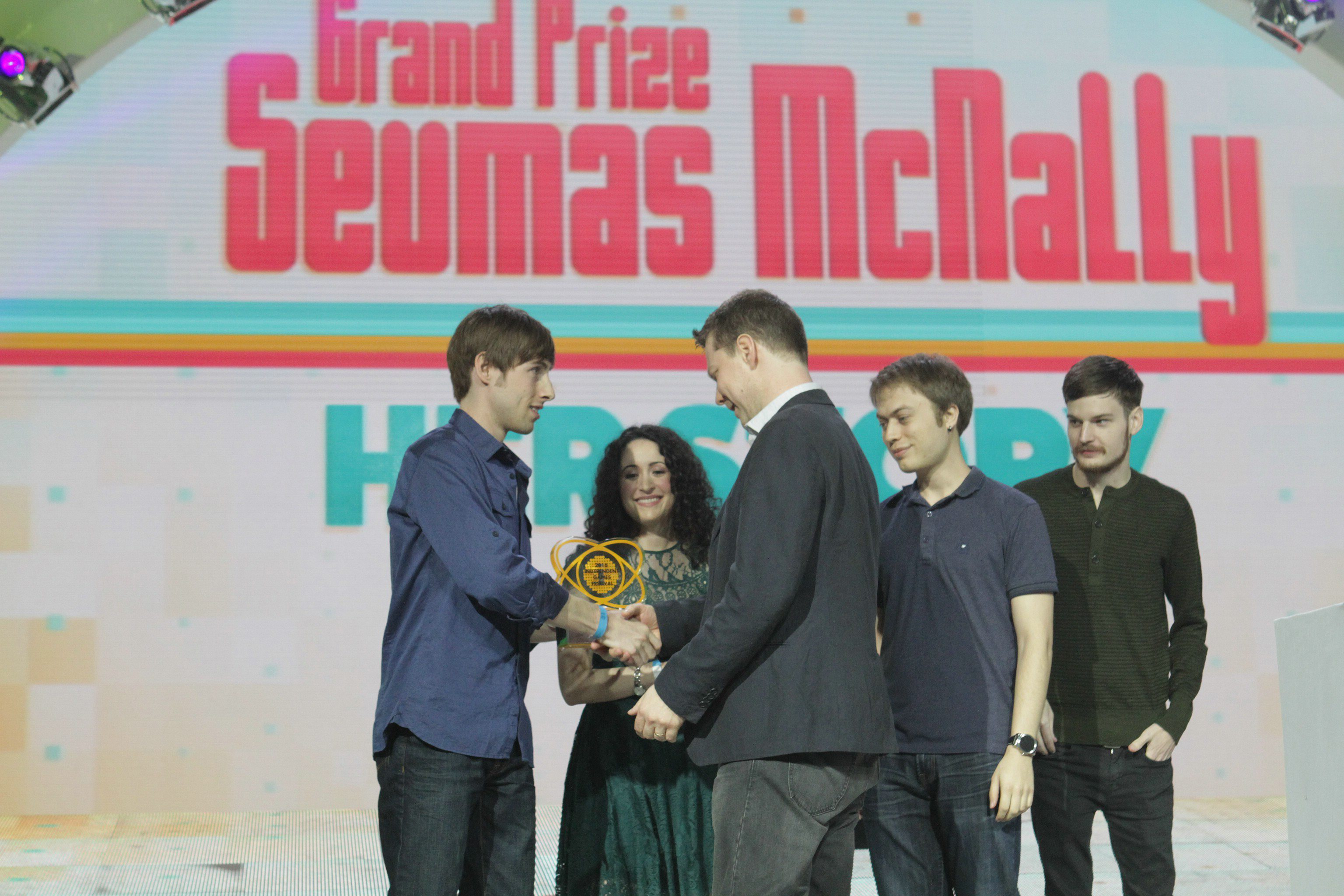
Sam Barlow reçoit le Grand prix Seumas-McNally à l'Independent Games Festival 2016 pour Her Story.

Her Story a gagné le Grand prix Seumas-McNally de l'Independent Games Festival 2016. Il y est également lauréat dans la catégorie Excellence en Narration et a été nommé pour le Prix Nuovo et dans la catégorie Excellence en Design.